# 空心莲子草
空心莲子草（学名：Alternanthera philoxeroides）是苋科莲子草属多年生草本植物。又名喜旱莲子草、革命草、水花生、空心苋、水蕹菜等。原产于阿根廷。
喜旱莲子草为世界公认的恶性杂草之一，从1930年代起，已成为美国、澳大利亚、中国等30多个国家的世界性入侵物种。

## 形态
多年生宿根性草本，其叶子形似花生叶。茎光滑，茎节明显，下部匍匐状，上部直立，多分枝。卵状披针形的叶子对生。头状花序腋生或顶生，具有长1—5厘米的柄，白色小花。卵形蒴果。

## 分布
原生于阿根廷，1897年无意中被引入美国，现作为外来入侵物种广泛分布在北美洲、澳洲、非洲和亚洲的热带、暖温带湿地。生长于海拔50米至2,700米的地区，多生在池沼和水沟等光照充足的地方。

## 生态
喜温暖多湿，抗寒力强。生命力极强，干湿皆可疯长，还被证实具有一定耐盐性，可以抵御10%的海水，猪牛食后粪便中草节仍可繁殖，离体茎段暴晒1日后仍具有活性，会阻塞航道、危害淡水渔业和农业，死亡腐烂后会释放有毒物质。
原产地种群可以通过开花进行有性繁殖, 而入侵地种群在自然状态下主要通过贮藏根或克隆茎段无性繁殖。
空心莲子草是危害性极大的入侵物种。其主要天敌有茶斑龜金花蟲和雙條長葉蚤。

## 外部連結
- . . 中国科学院植物研究所 –iPlant 植物智植物物种信息系统 （中文（中国大陆））.

- 空心蓮子草, Kongxinlianzicao （页面存档备份，存于） 藥用植物圖像數據庫 (香港浸會大學中醫藥學院) （繁體中文）（英文）